# Nicola Riganti
Nicola Riganti (ur. 24 albo 25 marca 1744 w Molfetcie, zm. 31 sierpnia 1822 w Rzymie) – włoski kardynał.

## Życiorys
Urodził się 24 albo 25 marca 1744 roku w Molfetcie, jako syn Michele Rigantiego. W młodości uzyskał stopień doktora utroque iure, a następnie został referendarzem Trybunału Obojga Sygnatur. 14 sierpnia 1768 roku przyjął święcenia kapłańskie. 8 marca 1816 roku został kreowany kardynałem prezbiterem i otrzymał kościół tytularny Santi Marcellino e Pietro. Tego samego dnia został biskupem Ankony, a 21 kwietnia przyjął sakrę. Zmarł 31 sierpnia 1822 roku w Rzymie.